# НКСС-83/1 (печера)
НКСС-83/1 — печера, що розташована в Абхазії, Гудаутському районі, на Західному схилі Бзибського хребта. Протяжність 152 м, проективна довжина 30 м, глибина 100 м, площа 285 м², об'єм 3050 м³, висота входу близько 2000 м.

## Складнощі проходження печери
Категорія складності 2А.

## Опис печери
Вхід знаходиться у невеликій воронці на схилі, на яку замикається ерозійна улоговина стоку. Шахта складається з серії колодязів, розділених незначними уступами. Перший колодязь (40 м) щілевидної форми, другий (42 м) має форму труби і на глибині −70 м виходить у залу розмірами 15×20 м. Третій колодязь (15 м) веде в зал з похилим дном, покритий бриловим навалом.
Шахта закладена у верхньоюрських вапняках. Вона являє собою сучасний періодичний поглинач. У великих кількостях зустрічаються залишкові і обвальні відклади.

## Історія дослідження
Відкрито і задокументовано експедицією Новокузнецької секції спелеологів (керівник В. В. Вілісов).